# Oterki
Oterki (deutsch Klein Ottern) ist ein kleiner Ort in der polnischen Woiwodschaft Ermland-Masuren und gehört zur Landgemeinde Kolno (Groß Köllen) im Powiat Olsztyński (Kreis Allenstein).

## Geographische Lage
Oterki liegt in der nördlichen Mitte der Woiwodschaft, 14 Kilometer südwestlich der einstigen Kreisstadt Reszel (Rößel) und 42 Kilometer nordöstlich der heutigen Kreisstadt Olsztyn (Allenstein).

## Geschichte
Der Gutsort Klein Ottern kam 1874 zum neu errichteten Amtsbezirk Kabienen (polnisch Kabiny) im Kreis Rößel im Regierungsbezirk Königsberg in der preußischen Provinz Ostpreußen. Auch das zuständige Standesamt war bis 1905 das in Kabienen, danach aber bis 1945 das in Groß Köllen (polnisch Kolno). 1820 waren in Klein Ottern 68 Einwohner registriert, 1855 waren es 83, ebenso viele im Jahre 1905, und 76 schließlich im Jahre 1910.
Aufgrund der Bestimmungen des Versailler Vertrags stimmte die Bevölkerung im Abstimmungsgebiet Allenstein, zu dem Klein Ottern gehörte, am 11. Juli 1920 über die weitere staatliche Zugehörigkeit zu Ostpreußen (und damit zu Deutschland) oder den Anschluss an Polen ab. In Klein Ottern stimmten 40 Einwohner für den Verbleib bei Ostpreußen, auf Polen entfielen keine Stimmen.
Am 30. September 1928 gab der Gutsbezirk Klein Ottern seine Eigenständigkeit auf und wurde nach Groß Ottern (polnisch Otry) eingemeindet. Zum gleichen Datum gab die Gemeinde Groß Ottern den Zusatz in ihrem Namen auf und nannte sich fortan nur noch „Ottern“.
Als 1945 in Kriegsfolge das gesamte südliche Ostpreußen an Polen fiel, war auch Klein Ottern als Ortsteil von Ottern davon betroffen. Das einstige Klein Ottern erhielt die polnische Bezeichnung Oterki. Es ist heute eine Ortschaft innerhalb der Landgemeinde Kolno, bis 1998 der Woiwodschaft Olsztyn, seither der Woiwodschaft Ermland-Masuren zugehörig.

## Gut Klein Ottern
Das einstige Gutshaus von Klein Ottern befindet sich heute in Privatbesitz. Es stammt aus der ersten Hälfte des 19. Jahrhunderts. Das dazugehörige Gut umfasste in den 1920er Jahren eine landwirtschaftliche Fläche von 350 Hektar. Damals war es im Eigentum der Familie Skowronski. Die alte Konzeption des Gutsparks mit Buchenallee und Spazierwegen sowie einer alleinstehenden Eiche auf einem künstlich aufgeschütteten Hügel ist noch erkennbar. Das Gutshauses aus der ersten Hälfte des 19. Jahrhunderts hat Längsseiten, die durch Mittelrisalite gegliedert waren, während die Fassade durch einfache Dekorelemente im klassizistischen Stil geschmückt waren. Das ruinöse Gutshaus ist von Sträuchern und Bäumen umwuchert.

## Kirche
Bis 1945 war Klein Ottern in die evangelische Kirche Warpuhnen (polnisch Warpuny) in der Kirchenprovinz Ostpreußen der Kirche der Altpreußischen Union sowie in die katholische Kirche in Groß Köllen (polnisch Kolno) im damaligen Bistum Ermland eingepfarrt. Heute besteht evangelischerseits weiterhin der Bezug nach Warpuny, wobei die Kirche nun von der Pfarrei Sorkwity (deutsch Sorquitten) in der Diözese Masuren der Evangelisch-Augsburgischen Kirche in Polen aus betreut wird. Für die katholischen Kirchenglieder ist weiterhin die Kirche in Kolno gottesdienstliches Zentrum, jetzt im Erzbistum Ermland innerhalb der polnischen katholischen Kirche gelegen.

## Verkehr
Oterki ist von der Woiwodschaftsstraße 596 aus über Bęsia (Bansen) und Wólka (Ottenburg) in Richtung Otry ((Groß) Ottern) zu erreichen. Eine Bahnanbindung besteht nicht.